# Музеї Таллінна
Музе́ї Та́ллінна — заклади музейного типу в столиці Естонії місті Таллінн.

## Неповний перелік музеїв Таллінна
- Музей Куму, тобто (Художній музей Естонії) складається з філіалів (Кадріорзький художній музей, церква Св. Миколи (Нігулісте по естонські) тощо).

- Кадріорзький художній музей розташований в палаці Кадріорг (Катерини 1-ї, дружини царя Петра). Вибудований за проектом італійського архітектора Ніколо Мікетті у 1720-х рр., вважається найкращим зразком архітектури бароко на теренах Естонії. Збереглися рештки саду бароко, що втратив барокові форми і став пейзажного типу. В експозиції музею - картини, графіка, декоративно-ужиткове мистецтво, але без великих імен.

- Церква Св. Миколи (Нігулісте). Пам'ятка архітектури доби готики XIV–XV століть в нижній частині столиці Таллінна. Церковну вежу Нігулісте прикрашає готичний шпиль, найвищий в середньовічному місті і добре видний з передмість Таллінна. Реставрована церква використовується як органна концертна зала і музей середньовіччя. В експозиції декілька значних західноєвропейських витворів мистецтва (Херман Роде, вівтар, Бернт Нотке «Талліннський танок смерті» тощо).

- Музей заборонених книжок

## Музей ужиткового мистецтва
Музей розташовано у відреставрованому амбарі XVII століття. Експозиція має предмети XX століття і експонує витвори в межах 1920–2000 років.

## Естонський історичний музей
Має декілька філій. Один - в помешканні Великої гільдії 1407–1417 років. Експозиція побудована на показі речей від середньовіччя до сучасності.

## Морський музей Естонії

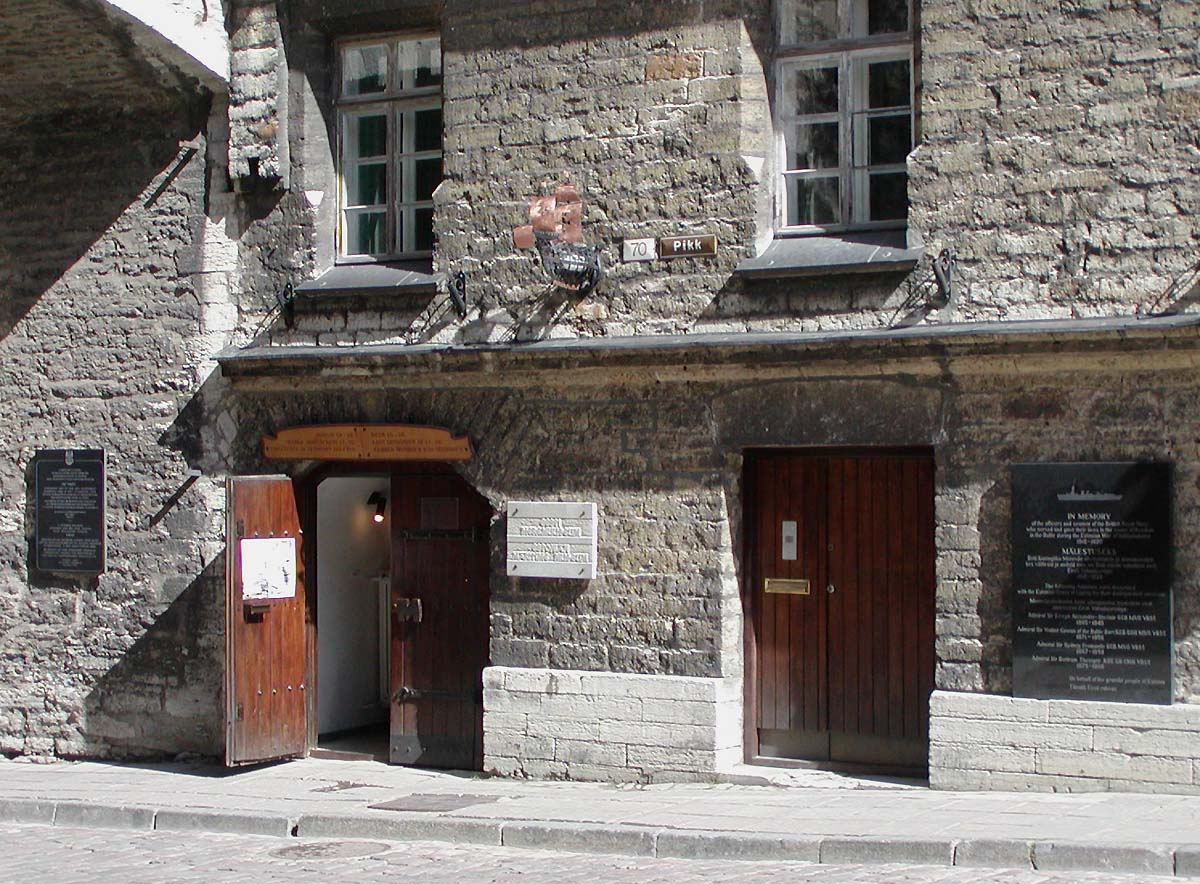
Вхід до Морського музею Естонії

Таллінн - портове місто. Тому тут логічно виник морський музей, заснований у 1935 році. Для музею віддали середньовічну фортечну вежу - так звану «Товсту Маргариту». Експозиція розповідає про морську справу, маяки, історію мореплавства тощо. Є невеличкий відділ просто неба в відкритому дворику музею.

## Естонський музей просто неба
Це музей типу скансен. Розташований в передмісті Таллінна в приморському парку з італійською назвою Рокка аль Маре (Rocca al mare - скеля біля моря). Територія розділена на чотири зони за історичним розподілом Естонії. Сюди перенесено близько 70 зразків будівель з хуторів та сіл Естонії. Переважають зразки народної архітектури 18-19-початку 20 століть (серед яких зразок дерев'яної церкви, корчма, декілька млинів). Загальна кількість експонатів сягає 45 000. В музеї виступають народні музи́ки.

## Талліннський міський музей
Збережений історичний центр Таллінна дав можливість ЮНЕСКО оголосити його надбанням людства. Має Таллінн і свій міський музей. Для музею відведено оселю купця початку 15 століття. Головні відділи музею:
- Відділ костюмів (понад 2 000 зразків костюмів мешканців міста)
- Збірка графіки
- Відділ кераміки (порцеляна, фаянс, кахлі тощо)
- Скло та витвори з олова
- Стародавні меблі

## Кік-ін-де-Кьок
Це середньовічна гарматна вежа. Розташована на пагорбі Тоомпеа. Музей має збірку, присвячену фортечній архітектурі міста, Естонії та військових подій 13-17 століть.

## Природничий музей
Музей присвячений природним ресурсам Естонії та збереженню навколишнього середовища. Головні відділи музею:
- Геологія Естонії
- Балтійське море
- Болота Естонії
- Внутрішні водойми
- Ліси Естонії
- Луки Естонії
- Заповідники Естонії тощо.